# Eski Ordu Marşı

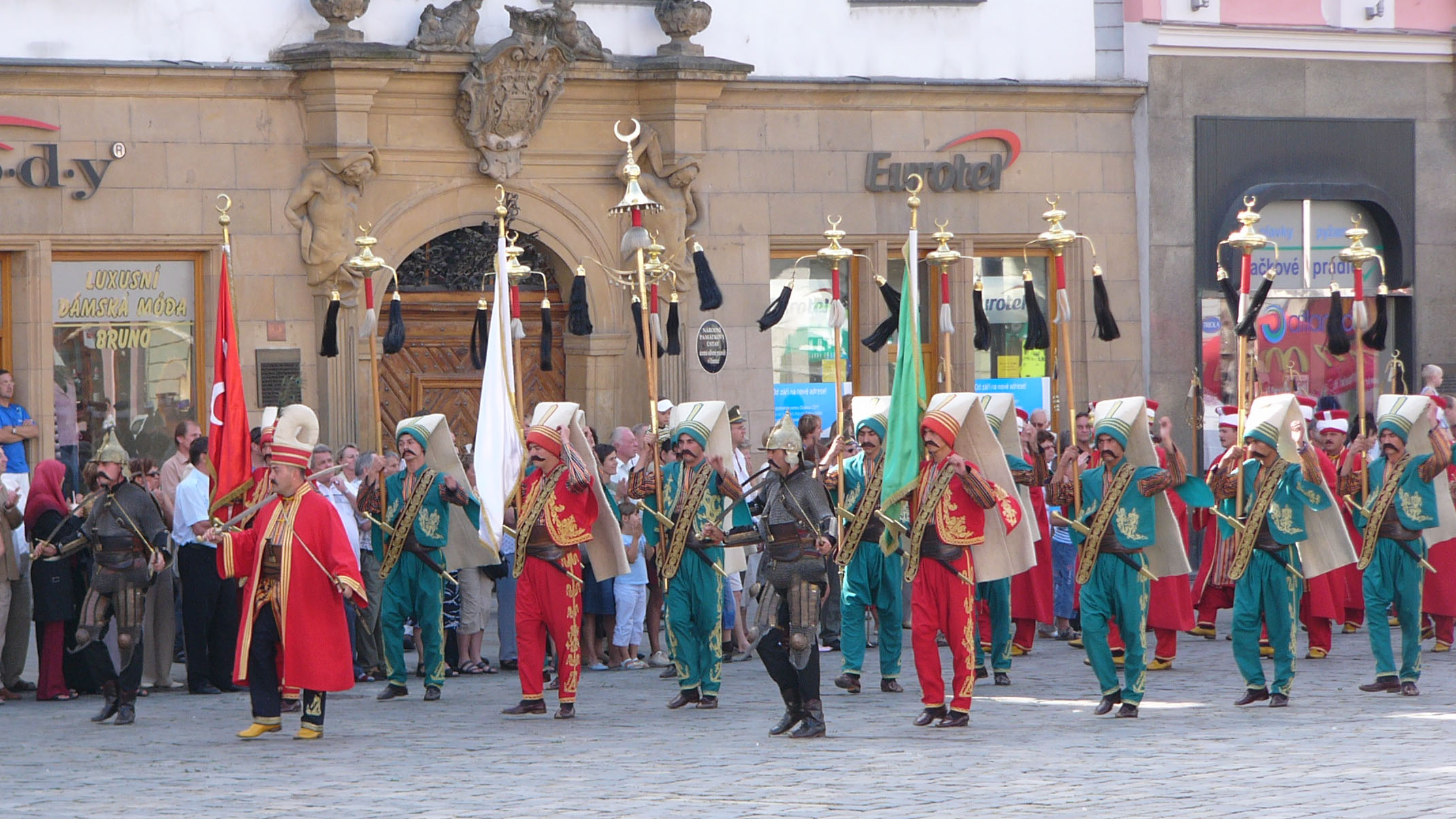
Uma moderna banda marcial mehter.

Eski Ordu Marşı ("Antiga Marcha do Exército") é uma canção rast mehter composta por Muallim İsmail Hakkı Bey (1865-1927).

## Letra
Ey şanlı ordu,ey şanlı asker
Haydi gazanfer umman-ı safter
Bir elde kalkan, bir elde hançer
Serhadde doğru ey şanlı asker.
Deryada olsa herşey muzaffer
Dillerde tekbir, Allahü ekber
Allahü ekber, Allahü ekber
Ordumuz olsun daim muzaffer.

### Português
Ó glorioso exército! O grandioso soldado,
Venha para o mar glorioso do bastião dos quebradores,
Um escudo em uma mão e o punhal na outra,
Vamos avançar à fronteira, ó soldado galante.
Podendo ser totalmente vitoriosos neste mar.
Cante o takbir, "Alá é grande"
Alá é grande, Alá é grande,
nosso exército será vitorioso por respeito.